# Pierre Grabar
Pierre Grabar (* 29. Augustjul. / 10. September 1898greg. in Kiew als Пётр Николаевич Грабарь; † 26. Januar 1986 in Paris) war ein aus Russland stammender französischer Biochemiker und Immunologe.
Grabar ging während des Russischen Bürgerkriegs nach der Oktoberrevolution mit seinem Bruder André Grabar (der ein bekannter Byzantinist wurde) nach Frankreich. Er machte 1924 einen Abschluss als Chemieingenieur und arbeitete kurz in der Industrie, bevor er an die Universität Straßburg in die Medizin-Forschung ging und dort 1930 über die Nierenfunktion promoviert wurde. 1938 wurde er Laborchef beim Institut Pasteur und war dort 1946 bis 1960 Chef de Service de Chimie microbienne. 1942 folgte eine weitere Dissertation an der Sorbonne (Ultrafiltration und ihre Anwendungen). Am Pasteur-Institut war er Haupt einer international bekannten Schule für Immunchemie (der er sich ab 1937 zuwandte) und Immunologie. 1960 bis 1968 war er Direktor des Krebsforschungsinstituts des CNRS in Villejuif. Danach forschte er weiter am Pasteur-Institut.
1953 erfand er mit dem US-Amerikaner Curtis Williams, der bei ihm arbeitete, die Immunelektrophorese, eine Kombination von Elektrophorese und immunologischen Methoden.
1944 erhielt er den Prix Janssen, 1963 einen Gairdner Foundation International Award und 1968 den Prix Jaffé. 1958 erhielt er den Emil-von-Behring-Preis und 1977 die Robert-Koch-Medaille. Seit 1962 war er Mitglied der Leopoldina. Er war Offizier der Ehrenlegion.